# Frederikssund Oaks 2022
Questa voce raccoglie le informazioni riguardanti i Frederikssund Oaks nelle competizioni ufficiali della stagione 2022.

## 1. division 2022

### Stagione regolare
| Frederikssund 1º maggio 2022, ore 14:00 2ª giornata | Frederikssund Oaks | 24 – 21 referto | Amager Demons | Frederikssund Idrætsby |

| Frederikssund 21 maggio 2022, ore 14:00 5ª giornata | Frederikssund Oaks | 41 – 7 referto | Odense Badgers/ Svendborg Admirals | Frederikssund Idrætsby |

| Herlev 4 giugno 2022, ore 14:00 7ª giornata | Herlev Rebels | 26 – 35 referto | Frederikssund Oaks | Kildegårdsskolen |

| Holstebro 18 giugno 2022, ore 14:00 9ª giornata | Holstebro Dragons | 0 – 50 (a tavolino) referto | Frederikssund Oaks | Idrætscenter Vest |

| Helsingør 13 agosto 2022, ore 16:00 10ª giornata | Kronborg Knights | 0 – 50 (a tavolino) referto | Frederikssund Oaks | Knights Field |

| Frederikssund 27 agosto 2022, ore 14:00 12ª giornata | Frederikssund Oaks | 28 – 14 referto | Ørestaden Spartans | Frederikssund Idrætsby |

| Viby J 3 settembre 2022, ore 14:00 13ª giornata | Aarhus Tigers | 58 – 26 referto | Frederikssund Oaks | Bøgeskov Idrætsanlæg |

### Playoff
| Frederikssund 11 settembre 2022, ore 14:00 Semifinale | Frederikssund Oaks | 20 – 22 referto | Herlev Rebels | Frederikssund Idrætsby |

## Statistiche di squadra
| Competizione      | %Vittorie | In casa | In casa | In casa | In casa | In casa | In casa | In trasferta | In trasferta | In trasferta | In trasferta | In trasferta | In trasferta | Totale | Totale | Totale | Totale | Totale | Totale |
| Competizione      | %Vittorie | G       | V       | N       | P       | Pf      | Ps      | G            | V            | N            | P            | Pf           | Ps           | G      | V      | N      | P      | Pf     | Ps     |
| ----------------- | --------- | ------- | ------- | ------- | ------- | ------- | ------- | ------------ | ------------ | ------------ | ------------ | ------------ | ------------ | ------ | ------ | ------ | ------ | ------ | ------ |
| Stagione regolare | .857      | 3       | 3       | 0       | 0       | 93      | 42      | 4            | 3            | 0            | 1            | 161          | 84           | 7      | 6      | 0      | 1      | 254    | 126    |
| Playoff           | .000      | 1       | 0       | 0       | 1       | 20      | 22      | 0            | 0            | 0            | 0            | 0            | 0            | 1      | 0      | 0      | 1      | 20     | 22     |
| Totale            | .750      | 4       | 3       | 0       | 1       | 113     | 64      | 4            | 3            | 0            | 1            | 161          | 84           | 8      | 6      | 0      | 2      | 274    | 148    |